# Герб Лев-Толстовского района
Герб Лев-Толстовского района является геральдическим символом Лев-Толстовского района Липецкой области. 
Утверждён решением Лев-Толстовского районного Совета депутатов № 368 от 3 сентября 2003 года, переутверждён и перерегистрирован в Государственном герольдическом реестре решением Лев-Толстовского муниципального района от 16 апреля 2008 года № 9 «О гербе и флаге Лев-Толстовского муниципального района» .
По геральдическим правилам и канонам герб является полугласным. 

## Описание герба(блазон)
«В лазоревом поле, над пониженным сдвоенным золотым поясом, разделенным чёрным узким поясом с малыми золотыми безантами в ряд без числа - золотой ключ в столб кольцом вверх, с отходящим от кольца вправо крылом того же металла; сквозь кольцо продеты накрест золотые стрела и сабля остриями вниз.»

## Обоснование символики
Административный центр района — посёлок Лев Толстой — основан в 1890 году как станция Астапово. Данный железнодорожный пункт помог связать важные торговые районы Российской империи — Кавказ, Повольжье, Украина. 
Лев-Толстовский район традиционно связан с сельскохозяйственной тематикой. Всё это отразилось в его гербе  — сдвоенный золотой пояс, разделённый чёрным цветом и малыми безантами, аллегорически показывает мельничные жернова, изготовление которых было распространено в районе. Малые золотые безанты (круги) аллегорически символизируют зёрна.
Золото — символ высшей ценности, урожая, величия, постоянства, прочности, силы, великодушия, интеллекта и солнечного света.
В 1914 году здесь скончался Лев Толстой. Чёрный цвет (чернь) символизирует траур, а фигуры ключа, крыла, стрелы и сабли взяты из малого щитка родового герба графов Толстых.
По просьбе рабочих в 1918 году посёлок был переименован в Лев Толстой.
Чёрный цвет также символизирует мудрость, скромность, честность и вечность бытия.
Синий цвет поля герба дополняет символику герба и символизирует славу, честь, верность, искренность.